# La mort de Stalin
La mort de Stalin (títol original, The Death of Stalin) és una pel·lícula de comèdia satírica franco-britànica dirigida i coescrita per Armando Iannucci, estrenada l'any 2017. Es tracta de l'adaptació dels còmics francesos homònims de Thierry Robin i Fabien Nury. S'ha doblat i subtitulat al català.

## Argument
Després de la mort de Ióssif Stalin, cap suprem de la Unió soviètica, el 5 de març de 1953, tothom intenta prendre el poder i assegurar la seva subsistència al si mateix del Politburó. del qual el dictador difunt era el secretari general.

## Repartiment
- Adrian Mcloughlin com a Ióssif Stalin
- Jeffrey Tambor com a Gueorgui Malenkov
- Steve Buscemi com a Nikita Khrusxov
- Olga Kurylenko com a Maria Iúdina
- Michael Palin com a Viatxeslav Mólotov
- Simon Russell Beale com a Lavrenti Béria
- Paddy Considine com a Iuri Andreiev
- Andrea Riseborough com a Svetlana Al·lilúieva
- Rupert Friend com a Vassili Djugaixvili
- Jason Isaacs com a Gueorgui Júkov
- Paul Whitehouse com a Anastàs Mikoian
- Paul Chahidi com a Nikolai Bulganin
- Dermot Crowley com a Làzar Kaganóvitx
- Justin Edwards com a Spartak Sokolov
- Richard Brake com a Anatoli Taràsov
- Jonathan Aris com a Mezhnikov
- Roger Ashton-Griffiths com a un músic

## Producció

### Gènesi i desenvolupament
El llançament de la realització del film es va anunciar en el Festival de Canes 2016.

### Rodatge
Armando Iannucci i l'equip del rodatge comencen les preses el 20 de juny de 2016.

### Promoció
L'agost de 2017, es desvetlla el tràiler. Paral·lelament, el Partit comunista de la Federació de Rússia exigeix que el film sigui censurat al país amb el pretext que desacredita la memòria de Stalin. El gener de 2018, el partit arriba finalment a impedir l'estrena del film en el seu territori.

### Festivals i estrenes
The Death of Stalin va ser seleccionat i projectat el 8 de setembre de 2017 al Festival internacional del film de Toronto, abans l'estrena prevista el 20 d'octubre de 2017 al Regne Unit.
Va ser difós com a preestrena el 2 de febrer de 2018 en el marc de la 10a setmana del cinema britànic a Bruz.
Destacar que el film va ser prohibit 2 dies abans la seva estrena a Rússia pel ministeri de cultura, amb el motiu que el film "afecta símbols nacionals".

## Crítica
- On la pel·lícula sorprèn i colpeja de veritat és en l'abordatge radical a la història a través del seu cantó méés grotesc. Armando Iannucci és un mestre en l'art de riure's del mort i del qui el vetlla.[6]

- "Esporàdicament brillant (...) habitualment irregular (...) Bastants elements de la pel·lícula no funcionen"[7]

- "Es mou invariablement en aquesta línia d'humor popular tirant a pedestre. La funció es recolza en el supòsit que una galeria de caricatures extravagants a càrrec d'actors familiars seduirà al respectable."[8]

- "Interpretada amb una potència glacial i implacable per un repartiment de primer nivell. Tots ho fan ben (…) Puntuació: ★★★★★ (sobre 5)"[9]

## Premis i nominacions
| Any  | Premi                           | Categoria                               | Subject                                        | Resultat  | Ref.   |
| ---- | ------------------------------- | --------------------------------------- | ---------------------------------------------- | --------- | ------ |
| 2017 | Premis BAFTA                    | Millor pel·lícula britànica             | La mort de Stalin                              | Nominat   | [ 10 ] |
| 2017 | Premis BAFTA                    | Millor guió adaptat                     | Armando Iannucci, Ian Martin i David Schneider | Nominat   | [ 10 ] |
| 2017 | Premis British Independent Film | Millor pel·lícula independent britànica | La mort de Stalin                              | Nominat   | [ 11 ] |
| 2017 | Premis British Independent Film | Millor director                         | Armando Iannucci                               | Nominat   | [ 11 ] |
| 2017 | Premis British Independent Film | Millor guió                             | Armando Iannucci, David Schneider i Ian Martin | Nominat   | [ 11 ] |
| 2017 | Premis British Independent Film | Millor actor secundari                  | Simon Russell Beale                            | Guanyador | [ 11 ] |
| 2017 | Premis British Independent Film | Millor actor secundari                  | Steve Buscemi                                  | Nominat   | [ 11 ] |
| 2017 | Premis British Independent Film | Millor actriu secundària                | Andrea Riseborough                             | Nominat   | [ 11 ] |
| 2017 | Premis British Independent Film | Millor disseny de producció             | Cristina Casali                                | Guanyador | [ 11 ] |
| 2017 | Premis British Independent Film | Millor vestuari                         | Suzie Harman                                   | Nominat   | [ 11 ] |
| 2017 | Premis British Independent Film | Millor maquillatge i perruqueria        | Nicole Stafford                                | Guanyador | [ 11 ] |
| 2017 | Premis British Independent Film | Millor música                           | Christopher Willis                             | Nominat   | [ 11 ] |
| 2017 | Premis British Independent Film | Millor càsting                          | Sarah Crowe                                    | Guanyador | [ 11 ] |
| 2017 | Premis British Independent Film | Millor muntatge                         | Peter Lambert                                  | Nominat   | [ 11 ] |
| 2017 | Premis British Independent Film | Millors efectes especials               |                                                | Nominat   | [ 11 ] |
| 2018 | Premis del Cinema Europeu       | Millor comèdia                          | La mort de Stalin                              | Guanyador | [ 12 ] |
| 2017 | Premis Magritte                 | Millor pel·lícula estrangera            | La mort de Stalin                              | Nominat   | [ 13 ] |